# Saison 2014-2015 du Club africain
 (juillet 2025).
Motif : Absence de sources secondaires centrées
- Archive Wikiwix
- Bing
- Cairn
- DuckDuckGo
- E. Universalis
- Gallica
- Google
- G. Books
- G. News
- G. Scholar
- Persée
- Qwant
- (zh) Baidu
- (ru) Yandex
- (wd) trouver des œuvres sur Wikidata

| 1. | Préciser le motif de la pose du bandeau. | Précisez le motif de la pose du bandeau en utilisant la syntaxe suivante : {{admissibilité à vérifier\|date=juillet 2025\|motif=remplacez ce texte par le motif}}                                      |
| 2. | Informer les utilisateurs concernés.     | Pensez à avertir le créateur de l'article, par exemple, en insérant le code ci-dessous sur sa page de discussion : {{subst:avertissement admissibilité à vérifier\|Saison 2014-2015 du Club africain}} |

 (juillet 2023).
Si vous disposez d'ouvrages ou d'articles de référence ou si vous connaissez des sites web de qualité traitant du thème abordé ici, merci de compléter l'article en donnant les références utiles à sa vérifiabilité et en les liant à la section « Notes et références ».
Maillots
Chronologie
Saison précédente
La saison 2014-2015 du Club africain est la 60e saison consécutive du club dans l'élite. Le club tentera également de s'imposer à nouveau en coupe de Tunisie.
L'entraîneur de cette saison est Daniel Sanchez.

## Transferts
| Nom                  | Nationalité | Poste     | Transfert      | Provenance/Destination         | Division     |
| -------------------- | ----------- | --------- | -------------- | ------------------------------ | ------------ |
| Arrivées             |             |           |                |                                |              |
| Imed Meniaoui        | Tunisie     | Milieu    | Transfert      | Étoile sportive de Métlaoui    | L1           |
| Hichem Belkaroui     | Algérie     | Défenseur | Transfert      | USM El Harrach                 | LP 1         |
| Yassin Mikari        | Tunisie     | Défenseur | Transfert      | FC Lucerne                     | Super League |
| Stéphane Nater       | Tunisie     | Milieu    | Transfert      | FC Saint-Gall                  | Super League |
| Farouk Ben Mustapha  | Tunisie     | Gardien   | Fin de contrat | Club athlétique bizertin       | L1           |
| Younes Mazhoud       | Tunisie     | Milieu    | Fin de contrat | Avenir sportif de Gabès        | L1           |
| Chiheb Zoghlami      | Tunisie     | Attaquant | Fin de contrat | Association sportive de Djerba | L1           |
| Houcine Mansour      | Tunisie     | Milieu    | Fin de contrat | Avenir sportif de Gabès        | L1           |
| Ahmed Khalil         | Tunisie     | Milieu    | Fin de contrat | Jeunesse sportive kairouanaise | L1           |
| Zied Aidoudi         | Tunisie     | Défenseur | Fin de contrat | En avant de Guingamp           | L1           |
| Nader Ghandri        | Tunisie     | Milieu    | Fin de contrat | Athlétic Club Arles-Avignon    | L1           |
| Tijani Belaïd        | Tunisie     | Milieu    | Fin de contrat | Moreirense FC                  | LZS          |
| Saber Khalifa        | Tunisie     | Attaquant | Fin de contrat | Olympique de Marseille         | L1           |
| Départs              |             |           |                |                                |              |
| Maher Haddad         | Tunisie     | Milieu    | Prêt           | Al-Shamal SC                   | D1           |
| Hatten Baratli       | Tunisie     | Milieu    | Prêt           | Club athlétique bizertin       | L1           |
| Ézéchiel Ndouassel   | Tchad       | Attaquant | Prêt           | Paris Football Club            | N1           |
| Azer Ghali           | Tunisie     | Attaquant | Prêt           | Étoile sportive de Métlaoui    | L1           |
| Alaeddine Bouslimi   | Tunisie     | Défenseur | Transfert      | Club sportif de Hammam Lif     | L1           |
| Atef Dkhili          | Tunisie     | Gardien   | Prêt           |                                |              |
| Amine Haj Said       | Tunisie     | Milieu    | Transfert      |                                |              |
| Issam Dridi          | Tunisie     | Milieu    | Prêt           |                                |              |
| Ahmed Jameleddine    | Tunisie     | Milieu    | Prêt           |                                |              |
| Slim Rebaï           | Tunisie     | Gardien   | Transfert      | Stade gabésien                 | L1           |
| Khalil Sassi         | Tunisie     | Milieu    |                |                                |              |
| Achraf Zitouni       | Tunisie     | Milieu    |                |                                |              |
| Mohamed Ali Yaakoubi | Tunisie     | Défenseur | Fin de contrat |                                |              |

## Compétitions

### Championnat de Tunisie
| Rang | Équipe                             | Pts | J  | G  | N  | P  | Bp | Bc | Diff |
| ---- | ---------------------------------- | --- | -- | -- | -- | -- | -- | -- | ---- |
| 1    | Club africain                      | 65  | 30 | 20 | 5  | 5  | 50 | 18 | +32  |
| 2    | Étoile sportive du Sahel (C) -1    | 63  | 30 | 19 | 7  | 4  | 47 | 17 | +30  |
| 3    | Espérance sportive de Tunis (T)    | 60  | 30 | 17 | 9  | 4  | 52 | 21 | +31  |
| 4    | Club sportif sfaxien (VC)          | 47  | 30 | 11 | 14 | 5  | 35 | 21 | +14  |
| 5    | Espérance sportive de Zarzis (P)   | 45  | 30 | 11 | 12 | 7  | 35 | 25 | +10  |
| 6    | Stade tunisien                     | 43  | 30 | 13 | 7  | 10 | 29 | 32 | -3   |
| 7    | Avenir sportif de La Marsa         | 43  | 30 | 10 | 13 | 7  | 32 | 37 | -5   |
| 8    | Club athlétique bizertin           | 41  | 30 | 9  | 14 | 7  | 21 | 21 | 0    |
| 9    | Jeunesse sportive kairouanaise     | 38  | 30 | 9  | 11 | 10 | 32 | 33 | -1   |
| 10   | Stade gabésien                     | 37  | 30 | 9  | 10 | 11 | 20 | 28 | -8   |
| 11   | Club sportif de Hammam Lif         | 36  | 30 | 9  | 9  | 12 | 30 | 35 | -5   |
| 12   | Étoile sportive de Métlaoui        | 32  | 30 | 7  | 8  | 14 | 24 | 40 | -16  |
| 13   | El Gawafel sportives de Gafsa      | 30  | 30 | 6  | 12 | 12 | 26 | 39 | -13  |
| 14   | Union sportive monastirienne       | 25  | 30 | 3  | 16 | 11 | 20 | 31 | -11  |
| 15   | Avenir sportif de Gabès (P)        | 19  | 30 | 5  | 4  | 21 | 21 | 44 | -23  |
| 16   | Association sportive de Djerba (P) | 17  | 30 | 4  | 5  | 21 | 23 | 56 | -33  |

## Statistiques collectives
| Compétition      | Débute au tour      | Termine             | Matches joués | Gagnés | Nuls | Perdus | Buts pour | Buts contre | Différence |
| ---------------- | ------------------- | ------------------- | ------------- | ------ | ---- | ------ | --------- | ----------- | ---------- |
| L1               | -                   | Champion            | 30            | 20     | 5    | 5      | 50        | 18          | +32        |
| Coupe de Tunisie | Seizièmes de finale | Huitièmes de finale | 2             | 1      | 0    | 1      | 1         | 1           | 0          |
| Coupe de la CAF  | Premier tour        | Barrage             | 4             | 2      | 1    | 1      | 5         | 4           | +1         |
| Total            | -                   | -                   | 36            | 23     | 6    | 7      | 56        | 23          | +33        |

## Statistiques individuelles

### Meilleurs buteurs
| Rang | Nom                 | Ligue 1 | Coupe de Tunisie | Coupe de la confédération 2015 | Total |
| ---- | ------------------- | ------- | ---------------- | ------------------------------ | ----- |
| 1    | Saber Khalifa       | 15      | 0                | 1                              | 16    |
| 1    | Abdelmoumene Djabou | 8       | 0                | 0                              | 8     |
| 1    | Tijani Belaïd       | 8       | 0                | 0                              | 8     |
| 1    | Zouhaier Dhaouadi   | 5       | 0                | 1                              | 6     |
| 1    | Imed Meniaoui       | 3       | 0                | 2                              | 5     |
| 1    | Seif Teka           | 2       | 1                | 0                              | 3     |
| 1    | Chiheb Zoghlami     | 2       | 0                | 0                              | 2     |
| 1    | Yassin Mikari       | 1       | 0                | 0                              | 1     |
| 1    | Seidu Salifu        | 1       | 0                | 0                              | 1     |
| 1    | Stéphane Nater      | 1       | 0                | 0                              | 1     |
| 1    | Hamza Agrebi        | 1       | 0                | 0                              | 1     |
| 1    | Bilel Ifa           | 1       | 0                | 0                              | 1     |
| 1    | Nader Ghandri       | 0       | 0                | 1                              | 1     |

### Meilleurs passeurs
| Rang | Nom                 | Ligue 1 | Coupe de Tunisie | Coupe de la confédération 2015 | Total |
| ---- | ------------------- | ------- | ---------------- | ------------------------------ | ----- |
| 1    | Tijani Belaïd       | 8       | 0                | 1                              | 9     |
| 1    | Saber Khalifa       | 7       | 0                | 0                              | 7     |
| 1    | Zouhaier Dhaouadi   | 3       | 1                | 1                              | 5     |
| 1    | Oussama Haddadi     | 4       | 0                | 0                              | 4     |
| 1    | Nader Ghandri       | 3       | 0                | 1                              | 4     |
| 1    | Abdelmoumene Djabou | 3       | 0                | 0                              | 3     |
| 1    | Hamza Agrebi        | 2       | 0                | 0                              | 2     |
| 1    | Hichem Belkaroui    | 1       | 0                | 0                              | 1     |
| 1    | Mourad Hedhli       | 0       | 0                | 1                              | 1     |
| 1    | Bilel Ifa           | 0       | 0                | 1                              | 1     |